# World Police and Fire Games
The World Police and Fire Games (WPFG) - odbywające się co dwa lata zawody sportowe, otwarte dla aktywnych i emerytowanych funkcjonariuszy policji i strażaków z całego świata. Federacja WPFG jest ramieniem California Police Athletic Federation (CPAF), amerykańskiej organizacji non-profit.
W zawodach bierze udział około 10 tys. osób, nieco mniej niż w Letnich Igrzyskach Olimpijskich, a więcej niż w trzecich największych zawodach sportowych na świecie, Commonwealth Games. W 2013 odbędą się w Belfaście w Irlandii Północnej.
California Police Olympics, poprzednik zawodów, odbyły po raz pierwszy w 1967 roku. Koncepcja rozwinęła się na przestrzeni lat, co w końcu doprowadziło do powstania The World Police and Fire Games Federation, organizacji non-profit, prowadzonej przez California Police Athletic Federation od 1983 roku. Dwa lata później w 1985 roku pierwsze California Police Athletic Federation odbyły się w San Jose w Kalifornii, w których wzięło udział 5 tys. zawodników. Największe WPFG odbyły się w Nowym Jorku w USA, w których wzięło udział ponad 16.000 zawodników z 59 krajów.